# Hylesia remex
Hylesia remex är en fjärilsart som beskrevs av Dyar 1913. Hylesia remex ingår i släktet Hylesia och familjen påfågelsspinnare. Inga underarter finns listade i Catalogue of Life.